# Джаркханд
Джаркха́нд (хинди झारखंड; англ. Jharkhand, сантали ᱡᱦᱟᱶᱟᱠᱦᱟᱱᱰ) — штат на востоке Индии. Выделен из состава штата Бихар 15 ноября 2000 года. Джаркханд граничит с Бихаром на севере, штатами Уттар-Прадеш и Чхаттисгарх на западе, Ориссой на юге и штатом Западная Бенгалия на востоке. Площадь 79 710 км².
Столица — город Ранчи, крупнейший город — Джамшедпур, второй по величине город — Дханбад, угольная столица Индии.
Название «Джаркханд» переводится как «Страна лесов». В штате сосредоточено 40 % запасов полезных ископаемых Индии.

## История
Согласно отдельным авторам выраженная геополитическая и культурная общность на территории современного Джаркханда сформировалась ещё в период империи Магадха. В период империи Великих Моголов Джаркханд был известен как Кукара. После перехода в 1765 году под контроль Британской Ост-Индской компании, территория стала известна под современным названием «Джаркханд». Колонизация Джаркханда встретила сопротивление со стороны местных племён. Политика британской администрации привела к постепенной утрате единства княжествами плоскогорья Чхота-Нагпур.
2 августа 2000 года Парламентом Индии был принят закон о реорганизации штатат Бихар. 15 ноября 2000 года 18 южных округов штата Бихар образовали штат Джаркханд. Выделение Джаркханда стало результатом почти 60-летней борьбы партии Джаркханда за отделение от Бихара. В 1956 году на территории нынешнего Джаркханда существовали округа Паламу, Хазарибагх, Сантхал-Паргана, Дханбад, Ранчи и Сингхбхум. В 1972 году из округа Хазарибагх выделен новый округ Гиридих. В 1983 году округ Сантхал-Паргана разделён на округа Думка, Сахибгандж и Годда, из округа Ранчи выделен округ Лохардага, через год — округ Гумла. В 1986 году создан округ Деогхар из части округа Думка. В 1990 году округ Сингхбхум разделён на Западный Сингхбхум и Восточный Сингхбхум. В 1991 году из частей округов Гиридих и Дханбад создан новый округ Бокаро, из округа Паламу создан округ Гархва, из округа Хазарибагх создан округ Чатра. В 1994 году созданы округа Кодерма (из округа Хазарибагх) и Пакур (из округа Сахибгандж).
В 2001 году из округов Паламу и Гархва выделен новый округ Латехар, из округа Гумла выделен новый округ Симдега, из округа Западный Сингхбхум выделен новый округ Серайкела-Кхарсаван, из округа Думка выделен новый округ Джамтара. Последние изменения произошли в 2007 году: созданы округа Рамгарх (из округа Хазарибагх) и Кхунти (из округа Ранчи).

## География и климат
Большая часть штата расположена в пределах плоскогорья Чхота-Нагпур: здесь берут начало реки Брахмани (Коэл), Дамодар, Кхаркай, Субарнарекха. Значительная часть штата покрыта лесами. В них сохраняются популяции бенгальского тигра и азиатского слона.

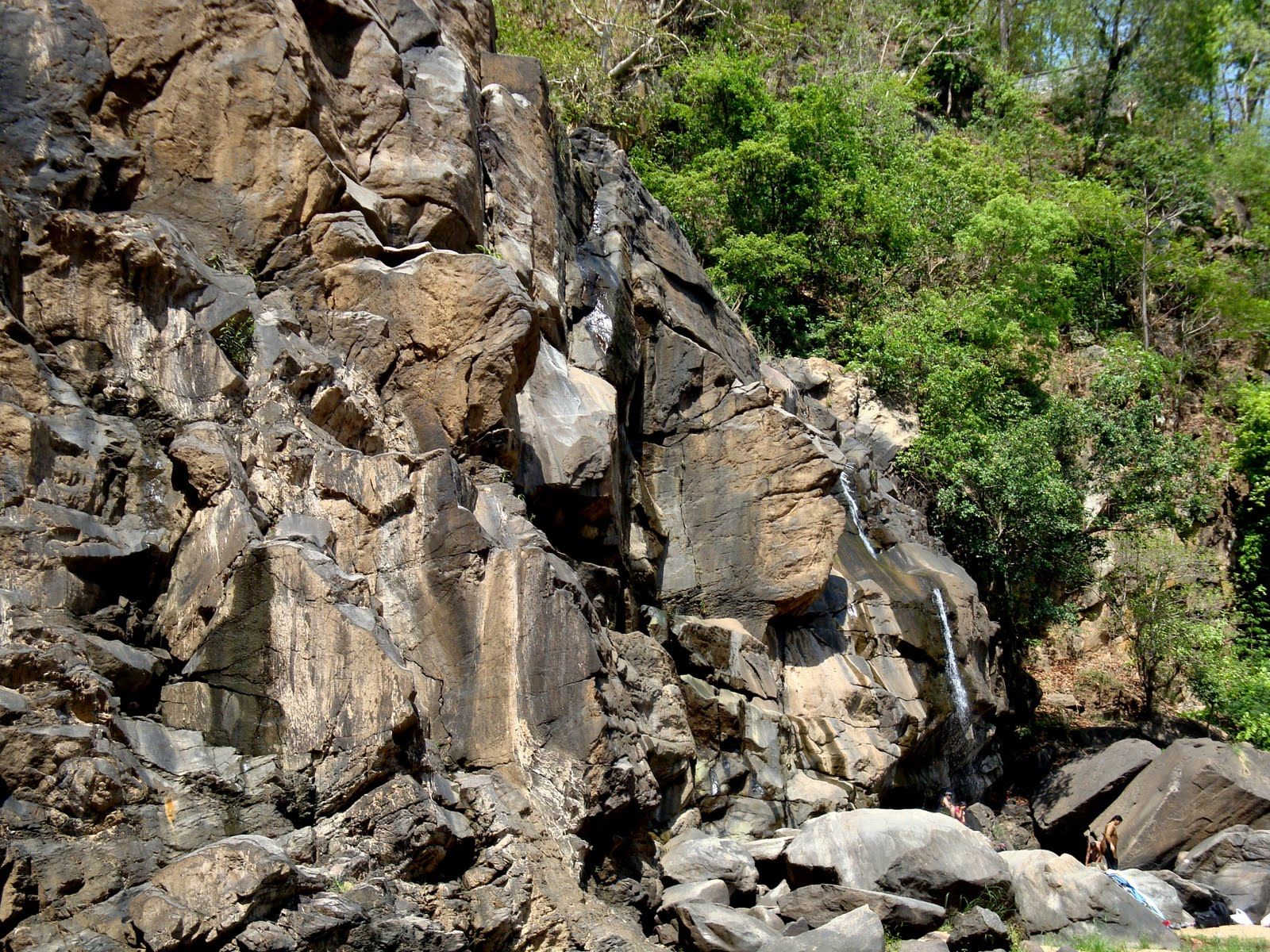
Водопад Джонха

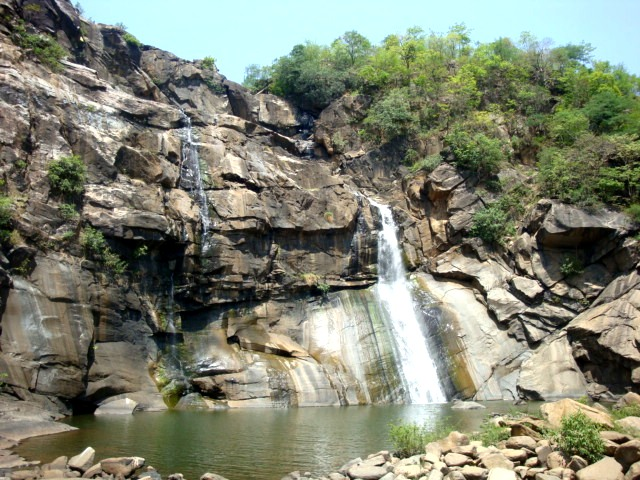
Водопад Хундру

Для Джаркханда характерны три выраженных сезона: зима — с ноября по февраль. Зимой температура воздуха может опускаться до −5 °C — 0 °C. Как правило, зимой температура опускается до 10-20 °C. Жаркий сезон длится с марта до середины июня. Самый жаркий месяц — май со средним максимумом температур до 37 °C. В период с июля по сентябрь выпадает до 90 % годовой нормы осадков.

## Население
Изменение численности населения
| Религии в Джаркханде        | Религии в Джаркханде | Религии в Джаркханде | Религии в Джаркханде | Религии в Джаркханде |
| Религия                     |                      |                      | Процент              |                      |
| --------------------------- | -------------------- | -------------------- | -------------------- | -------------------- |
| индуизм                     |                      |                      | 68.5 %               |                      |
| ислам                       |                      |                      | 13.8 %               |                      |
| сарнаизм                    |                      |                      | 13 %                 |                      |
| христианство                |                      |                      | 4.1 %                |                      |
| джайнизм, буддизм и сикхизм |                      |                      | 1 %                  |                      |
| Distribution of religions   |                      |                      |                      |                      |

Население штата — 32,96 миллиона человек (2011), из них 16,93 миллиона мужчин и 16,03 миллиона женщин. Соотношение полов — 947 к 1000. 28 % населения составляют племена, 12 % — представители перечисленных каст. Плотность населения — 414 человек на км².; плотность изменяется от 148 человек на км² в округе Гумла до 1167 человек в округе Дханбад.
Согласно Переписи населения Индии 2001 года 68,5 % населения — индуисты, 13,8 % — мусульмане, 13 % придерживаются сарнаизма (религия «священного леса» — приверженцы: санталы, мунда, хо и др.), 4,1 % — христиане, джайнизма, буддизма и сикхизма придерживаются менее 1 % населения штата.

## Языки
Основными языками штата являются хинди, бенгали, ория, урду и английский. В южных округах штата распространён язык майтхили, во многих сельских районах — язык сантали.

## Административно-территориальное деление
Штат включает в себя 24 округа:
- Бокаро
- Восточный Сингхбхум
- Гархва
- Гиридих
- Годда
- Гумла
- Деогхар
- Джамтара
- Думка
- Дханбад
- Западный Сингхбхум
- Кодерма
- Кхунти
- Латехар
- Лохардага
- Пакур
- Паламу
- Рамгарх
- Ранчи
- Сахибгандж
- Серайкела-Кхарсаван
- Симдега
- Хазарибагх
- Чатра

## Политика
На выборах в ассамблею штата в 2004 г. победу с незначительным перевесом одержала коалиция Джаната Дал (Объединённая) — Бхаратия Джаната Парти. В числе проигравших оказались Раштрия Джаната Дал, Индийский национальный конгресс, левые партии и региональная партия Джаркханд Мукти Морча.

## Экономика
Джаркханд — один из наиболее промышленно развитых штатов страны. Развитие получили чёрная металлургия и химическая промышленность (Ранчи, Бокаро), тяжёлое машиностроение (Джамшедпур). На территории штата добывают уголь (в том числе здесь расположено крупнейшее месторождение в Индии) и урановую руду.